# Revalsche Zeitung

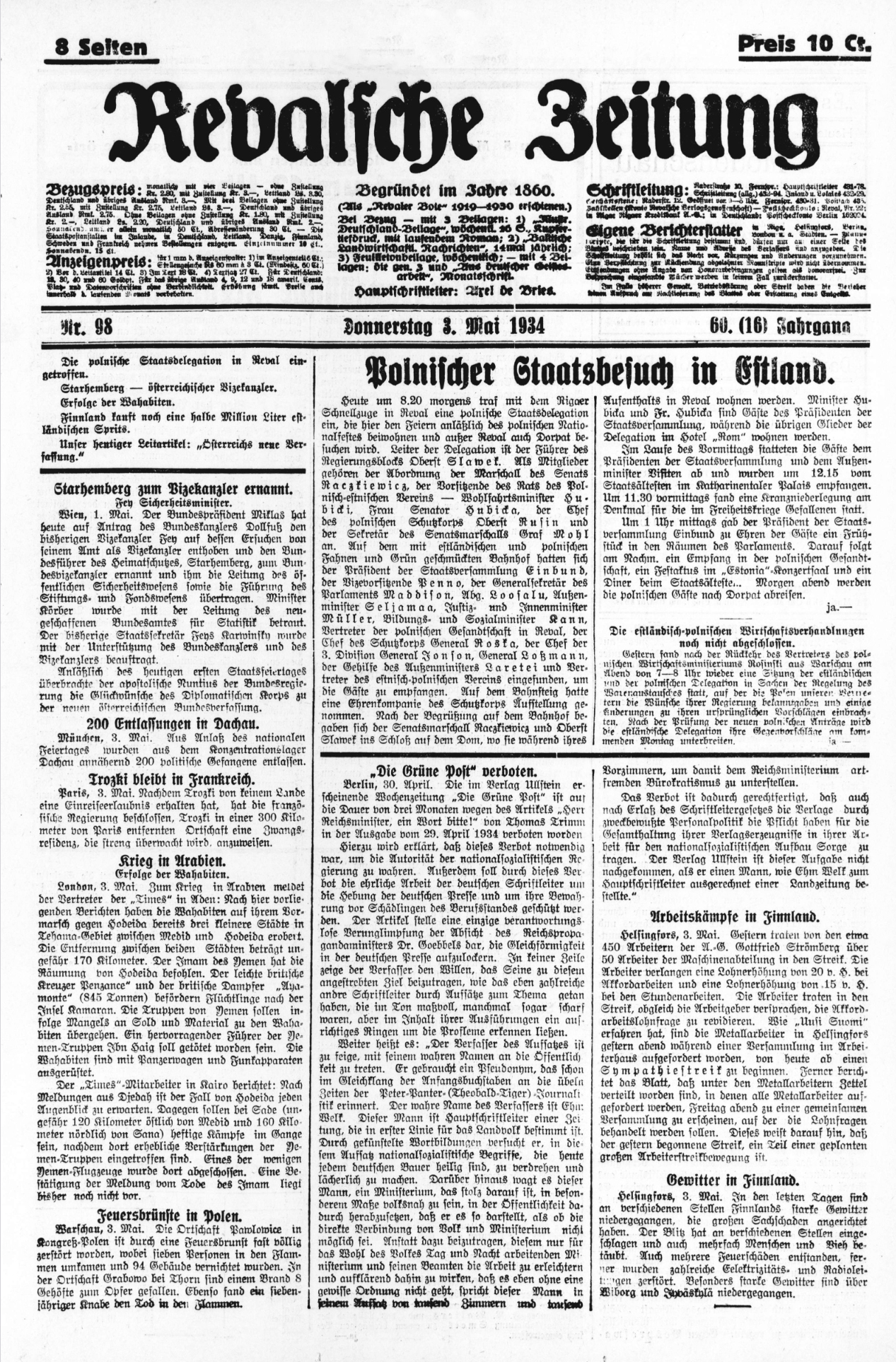
Revalsche Zeitung, Donnerstag, den 3. Mai 1934

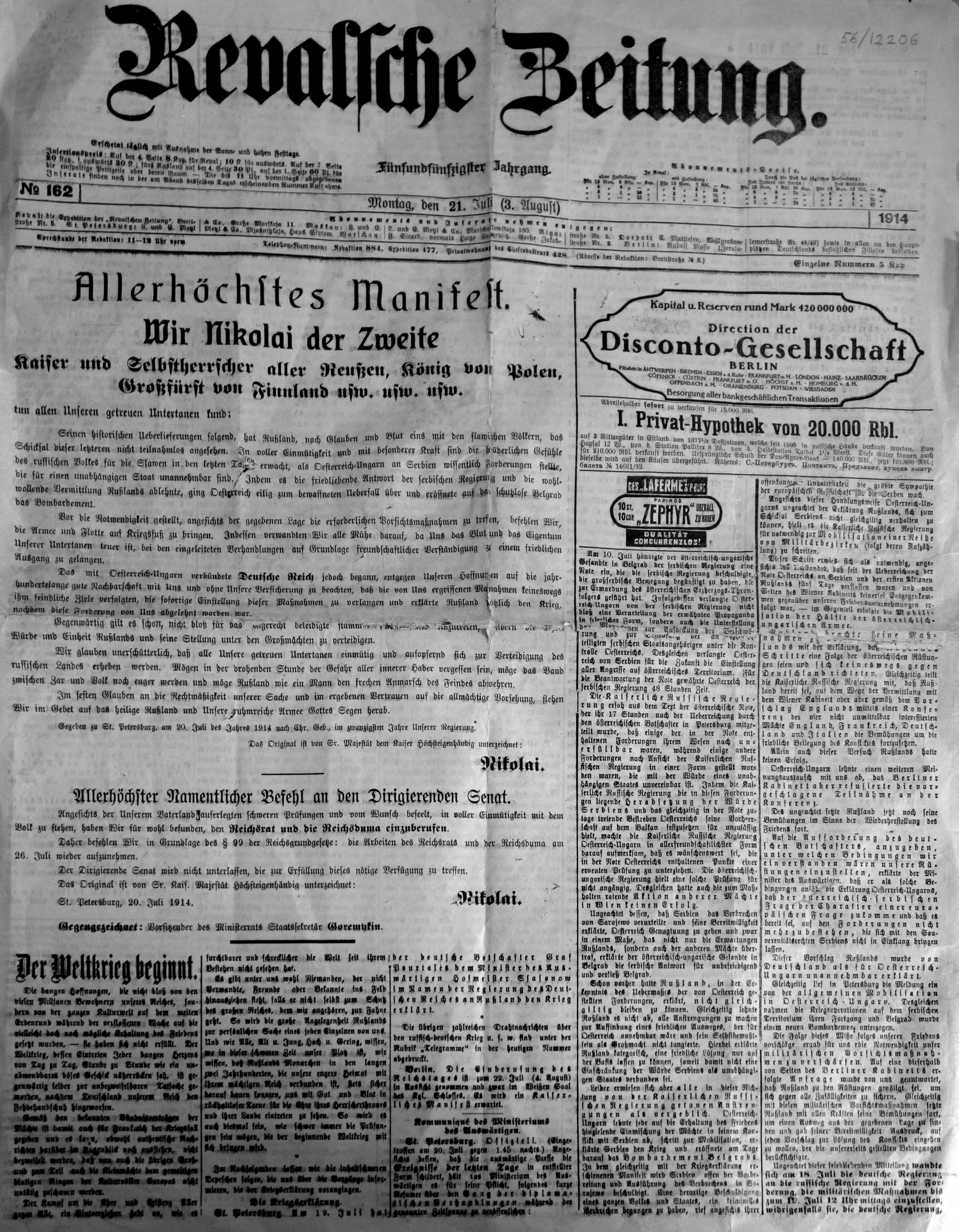
Revalsche Zeitung, Montag, den 21. Juli 2014, Manifest des russischen Zaren Nikolaus II.

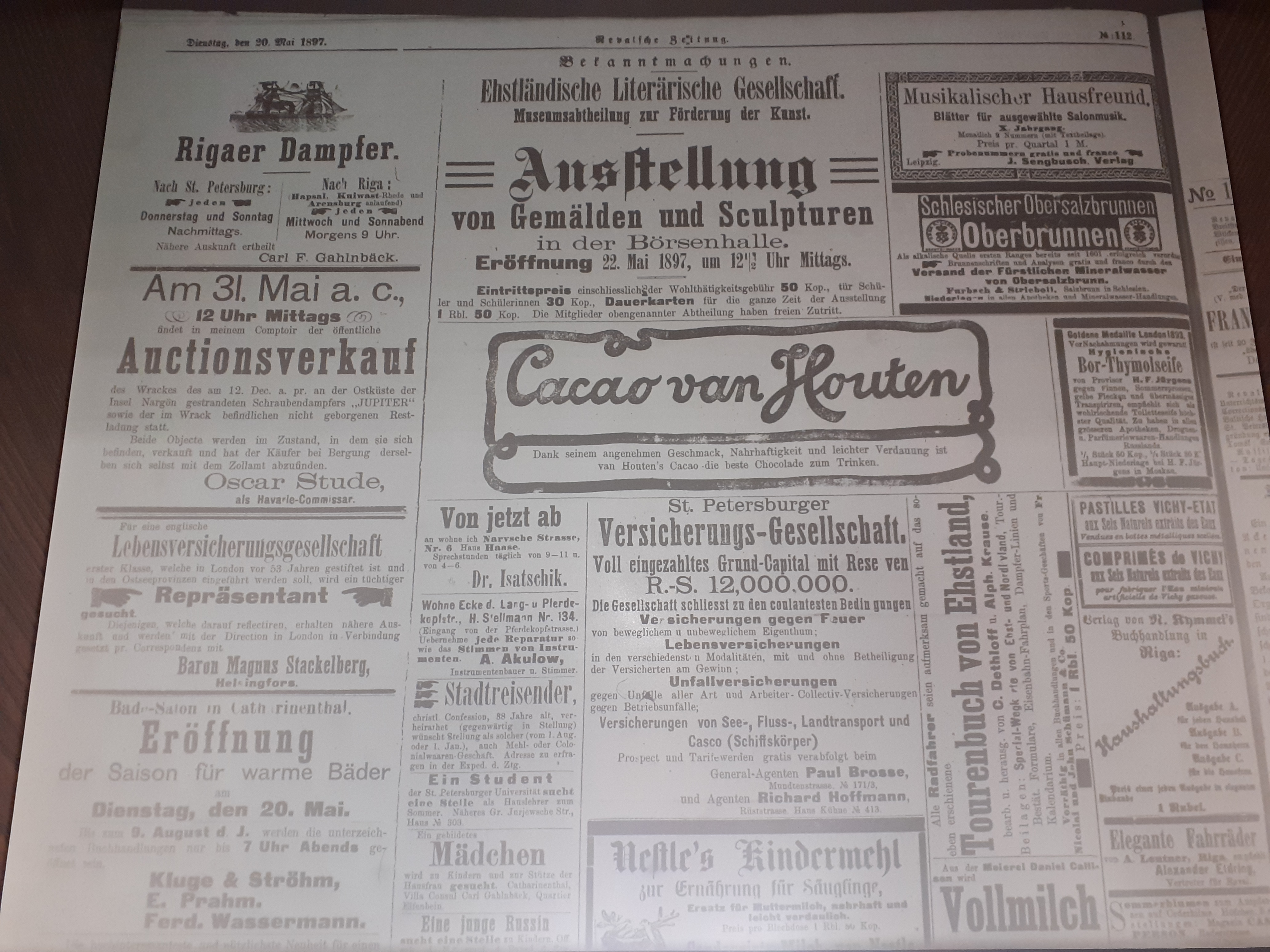
Revalsche Zeitung, Dienstag, den 20. Mai 1897, Bekanntmachungen

Die Revalsche Zeitung war von 1860 bis 1940 eine der wichtigsten deutschsprachigen Zeitungen in Estland.

## Bedeutung
Die Revalsche Zeitung wurde 1860 von Wilhelm Greiffenhagen und Friedrich Nikolai Russow gegründet. In ihren ersten Jahren war die Zeitung „unumwunden pro-estnisch [...] und [hatte] kein gutes Wort für die deutschen Gutsbesitzer übrig.“, verlor aber bald ihren Ruf als ein sich für die Belange der Esten einsetzendes Organ und wurde eine wichtige Publikation der deutschbaltischen Minderheit in Estland.
Während des größten Teils ihres Bestehens erschien die Zeitung sechs Mal wöchentlich. Die Redaktion hatte ihren Sitz in der estnischen Hauptstadt Tallinn (Reval). Die Leserschaft der Revalschen Zeitung und ihr politischer Einfluss gingen weit über den Kreis der Deutschbalten in Estland hinaus.

## Andere Namen
1918/1919 erschien sie unter dem Namen Revaler Zeitung.
Von 1. November 1919 bis zum 30. Juni 1930 erschien die Zeitung unter dem Namen Revaler Bote. Von 1930 bis 1934 trug sie wieder den Namen Revalsche Zeitung, bevor sie wegen des Verbots der deutschen Ortsbezeichnungen vom 27. August 1934 bis 30. März 1935 als Estländische Zeitung geführt wurde.

## Schließung
Von 1936 bis zu ihrer Schließung nannte sie sich wieder Revalsche Zeitung.
Am 31. Mai 1940 erschien die letzte Ausgabe der Revalschen Zeitung. Grund war die von Hitler 1939 angeordnete und fast vollständig durchgeführte Umsiedlung der Deutschbalten aus Estland. Mit der Umsiedlung endete die über 700-jährige Geschichte des Deutschtums im Baltikum und die Notwendigkeit einer deutschsprachigen Presse.
Die Revaler Zeitung war eine von 1942 bis 1944 herausgegebene deutsche Zivilzeitung für die von der Wehrmacht besetzten Gebiete des Ostseeraums.

## Chefredakteure bzw. leitende Redakteure
- 1860–1867 Wilhelm Greiffenhagen
- 1860–1862 Friedrich Nikolai Russow
- 1865 Julius Wilhelm Lackner[6]
- 1865–1867 Wilhelm Warbandt
- 1867–1869 Leopold von Pezold
- 1869–1870 Friedrich Bienemann
- 1870–1873 Wilhelm Warbandt
- 1871–1878 Eugen Heubel
- 1878–1914 Christoph Mickwitz
- 1879–1881 Wilhelm Warbandt
- 1905–1908 Paul Schiemann
- 1908–1914 Theodor Jürgens, Max Koch
- 1914 Adolf von Keussler
- 1930–1933 Axel de Vries
- 1933–1937 Reinhold Hasselblatt
- 1937–1938 Ewert Krusenstjern
- 1938–1939 Axel de Vries
- 1940 Heinrich von Neff, Hans Otto von zur Mühlen

## Beilagen
- Illustrierte Deutschland-Beilage, wöchentlich
- Baltische landwirtschaftliche Nachrichten, 14 Ausgaben im Jahr
- Das Leben im Wort, wöchentliche Unterhaltungsbeilage
- Aus deutscher Geistesarbeit, Monatsschrift
- Herdflammen. Baltisches Haus- und Jugendblatt, monatlich